# Мост Мари
Мост Мари (фр. Pont Marie) — каменный арочный мост через реку Сена, расположенный на территории IV округа Парижа. Связывает остров Сен-Луи с набережной Отель де Вилль на правом берегу. Его длина составляет 92 метра, ширина — 22 метра. Мост дал название ближайшей станции метро Пон-Мари.
Включён в число исторических памятников с 1887 года. Один из самых старых мостов города.

## История
Мост назван в честь инженера Кристофа Мари, который построил переправу в XVII веке. Строительство было запланировано ещё в 1605 году, но началось лишь спустя десять лет. Переправа должна была помочь развитию острова Сен-Луи, его дальнейшей урбанизации. На официальной церемонии закладки первого камня присутствовал король Людовик XIII.
Мост возводили с 1614 по 1635 год. Длительное время на мосту располагались жилые дома. После открытия моста около 50 домов построил плотник Клод Даблет.
В 1658 году в Париже произошло наводнение. Сена снесла две арки моста, были разрушены 20 домов. Мост восстановили в 1660 году, а в 1677 году его начали перестраивать в камне.
Сооружение домов на мосту запретили в 1769 году.

## Архитектура и особенности конструкции
Каждая из пяти арок моста Мари уникальна и имеет разную величину. В устоях моста расположены ниши для статуй, однако они так никогда и не были заполнены.

## Туризм
Мост Мари является популярным экскурсионным объектом. Под ним проходят многие водные маршруты. Гиды часто рассказывают туристам, что мост Мари считается «мостом влюблённых». Якобы существует примета, что под мостом нужно поцеловать находящегося рядом человека и загадать желание. Несмотря на отсутствие исторического основания для такой городской легенды, она упоминается в большинстве туристических путеводителей.

## Расположение
| Расположение моста на Сене        | Расположение моста на Сене | Расположение моста на Сене   |
| --------------------------------- | -------------------------- | ---------------------------- |
| Вниз по течению: Мост Луи-Филиппа |                            | Вверх по течению: Мост Сюлли |